# وسلا (ناحیه سمیلی)
وسلا (به چکی: Veselá) یک منطقهٔ مسکونی در جمهوری چک است که در ناحیه سمیلی واقع شده‌است.